# Percy Mayfield
Percy Mayfield (12 de agosto de 1920-11 de agosto de 1984) fue un cantante y compositor norteamericano conocido especialmente por las canciones «Hit the Road Jack» (que más tarde sería un gran éxito para Ray Charles) y «Please Send Me Someone to Love», así como por su personal estilo vocal dentro del rhythm and blues.

## Biografía
Mayfield nació en Minden (Luisiana), capital de la Parroquia de Webster, al noroeste del estado. De adolescente desarrolló un gran talento para la poesía que más tarde explotaría en su faceta de cantante y compositor. Comenzó su carrera musical en Texas y poco después, en 1942, se trasladó a Los Ángeles. El éxito le llegó en 1947 cuando firmó con el pequeño sello discográfico, Swing Time, donde grabó el tema «Two Years of Torture». El disco tuvo un buen nivel de ventas que se prolongó durante un par de años lo que atrajo la atención de Art Rupe, quien lo contrató para su discográfica, Specialty Records, en 1950.
Aunque su estilo vocal estuvo muy influenciado por artistas como Charles Brown, Mayfield no buscó el éxito en el mercado blanco como muchos otros bluesmen de la Costa Oeste. Se dedicó especialmente a interpretar las baladas blues, generalmente de autoría propia, con su particular estilo suave. Su más famosa composición, «Please Send Me Someone to Love», número uno en las listas de éxitos de R&B en 1950, tuvo una enorme influencia entre sus contemporáneos y fue grabada por numerosos artistas.
Un grave accidente de tráfico en 1952 le dejó el rostro desfigurado, lo que limitó notablemente sus actuaciones aunque no su prolífica carrera como compositor. Mayfield continuó escribiendo y grabando para Specialty hasta 1954, después pasó por Chess Records e Imperial Records. Su carrera continuó floreciendo con temas como "Strange Things Happening", "Lost Love", "What a Fool I Was", "Prayin' for Your Return"' "Cry Baby" y "Big Question".
En 1961, el tema «Hit the Road Jack» llamó la atención de Ray Charles fichando a Mayfield para su sello Tangerine Records como compositor. Allí firmó temas como "Hide nor Hair", "At the Club", "Danger Zone" y "On the Other Hand, Baby".
El periodo que siguió a sus últimas grabaciones para RCA durante los primeros años 70, sumió a Mayfield en el olvido y la pobreza. Sin embargo hubo, a principios de los 80, un último capítulo en su carrera musical, cuando el músico y productor Mark Naftalin lo descubrió viviendo en el Este de la Bahía de San Francisco y le propuso proporcionarle una banda para actuar en directo en clubes alrededor del Condado de Marin y del Este de la Bahía. Las actuaciones se llevaron a cabo durante 1982 con la Phillip Walker Blues Band.

## Muerte
Cuándo Mayfield murió de un ataque de corazón el 11 de agosto de 1984, la víspera su 64 cumpleaños, había caído de nuevo en el olvido. El "Poeta Laureado del Blues" fue enterrado en el Cementerio Inglewood Park de Los Ángeles.